# All the Lovers

All The Lovers est le premier single de Kylie Minogue issu de l'album Aphrodite. À partir du 14 mai 2010, sa diffusion a commencé sur les radios en Angleterre, et peu après dans le reste du monde. Il est sorti en digital le 10 juin en Europe, le 13 juin en Angleterre et le 14 juin dans le reste du monde.
Pour le format physique, le 11 juin en Allemagne, le 28 juin en Angleterre et le reste du monde. 
Les formats sont promo cd, digipack cd, maxi cd 1 et 2 et 45 tours picture disc.
Le 45 tours contient Los Amores, version espagnole du morceau en question. 
A la fin août, il s'était vendu à 970.000 copies
Le clip a été dévoilé le 13 mai 2010. Il a été tourné à Los Angeles. Kylie Minogue joue le rôle d'Aphrodite, la déesse de l'amour, qui est également le nom de son album.